# Affordable Care Act
Affordable Care Act (ACA), tidligere også benævnt Patient Protection and Affordable Care Act og almindeligvis kendt som Obamacare, er en amerikansk sundhedslov, der blev vedtaget af Kongressen og underskrevet af USA's daværende præsident Barack Obama d. 23. marts 2010. ACA udgør – i kombination med den efterfølgende vedtaget "Health Care and Education Reconciliation Act" – den største sundhedsreform i USA, siden vedtagelsen af Medicare og Medicaid i 1965. Samtidig anses ACA for at være en af Obamas største lovgivningsmæssige bedrifter, omend loven ligeledes har været genstand for megen diskussion og debat. Således blev ACA vedtaget uden nogen tværpolitisk støtte med stemmerne 60-39 i Senatet og 219-212 i Repræsentanternes Hus. Som følge heraf var der ikke en eneste republikaner – hverken i Senatet eller Repræsentanternes Hus – som stemte for loven, mens 34 demokratere valgte at stemme imod lovforslaget i Repræsentanternes Hus.
Grundlæggende fastholdte loven den eksisterende struktur i det amerikanske sundhedssystem i forhold til Medicare, Medicaid og arbejdsgiverforsikring, mens loven radikalt reformerede det private marked for individuelle sundhedsforsikringer. Selvom ACA oprindeligt havde til sinde at udvide antallet af berettigede person for Medicaid-programmet på føderalt plan (startende fra 2014), så afstedkom en afgørelse i Den Amerikanske Højesteret i juni 2012, at denne udvidelse blev gjort valgfri for de enkelte delstater at vedtage. Således har 12 amerikanske delstater (pr. oktober 2020) forsat ikke vedtaget den pågældende udvidelse af Medicaid-programmet.
Konkret gjorde ACA det ulovligt for private forsikringsudbyderne at diskriminere ansøgere på baggrund af eksisterende og tidligere sygdomshistorik, ligesom det blev gjort ulovligt for forsikringsudbyderne at diskriminere på baggrund af demografi (dog med undtagelse af alder). Således afstedkom loven, at forsikringsudbyderne ikke længere måtte afvise konkrete ansøgere på baggrund af de føromtalte faktorer, ligesom forsikringsudbyderne heller ikke havde ret til at fastsætte højere forsikringspræmie for disse grupper. For at modvirke at forsikringspræmierne skulle stige mærkbart, som følge af en ugunstige udvælgelse i forsikringsmarkedet, påkrævede loven, at alle personer skulle tegne en sundhedsforskning (eller betale en bøde/skat). Dette er kendt som det "individuelle mandat", der sidenhen været genstand for megen debat. Afslutningsvis udformede loven også en liste af minimumskrav (såkaldte "væsentlige sundhedsydelser"), som forsikringsudbyderen var pålagt at dække og inkludere i alle deres sundhedsforsikringer.
ACA har været genstand for flere retssager, hvor lovligheden af denne er blevet udfordret. Således har spørgsmål om lovens validitet været fremlagt for Den Amerikanske Højesteret i juni 2012 (National Federation of Independent Business v. Sebelius), ligesom juridiske spørgsmål om lovligheden af ACA på ny vil blive forelagt Den Amerikanske Højesteret til november 2020 (California v. Texas). Samtidig har republikanerne i flere omgange forsøgt at annullere og ophæve loven, eller dele af loven, i Kongressen. Det hidtil tætteste forsøg på dette kom d. 28. juni 2017, hvor John McCain dog på dramatisk vis valgt at stemme imod, således den pågældende lovændring lige akkurat ikke blev vedtaget.

## Retsopgør

### National Federation of Independent Business v. Sebelius
Blot minutter efter, at Obama havde underskrevet ACA d. 23. marts 2010 indgav den republikanske justitsminister (engelsk: attorney general) i delstaten Florida, Bill McCollum, et officielt søgsmål rettet mod det amerikanske sundhedsministerium (United States Department of Health & Human Services) ved en domstol i Pensacola, som havde til formål at få omstødt loven. Kathleen Sebelius var på daværende tidspunkt amerikansk sundhedsminister i Obama-regeringen. Justitsministre fra 11 andre delstater tilsluttede sig straks søgsmålet fra Florida, hvoraf alle på nær én af disse delstatslige justitsministre var republikanere. Ligeledes tilsluttede en af landets største erhvervsorganisationer for mindre virksomheder, National Federation of Independent Business, sig søgsmålet. Ydereligere delstater tilsluttede sig søgsmålet i de efterfølgende måneder og år, ligesom andre indgav lignende søgsmål ved andre domstolle.
De forskellige søgsmål rettet mod ACA argumenterede for, at denne var forfatningsstridigt af forskellige årsager. Mest centralt for søgsmålene var spørgsmålet om loven var forendelig med det 10. tilføjelse til USA's forfatning (engelsk: Tenth Amendment), som fastligger magtbalancen mellem den føderale stat og delstaterne. Således argumenterede man i søgsmålet fra Florida bl.a for, at Kongressen overskred sin bemyndigelse ift. at regulere delstatsligt anliggende, da man vedtog ACA. Heri fastlås det eksempelvis, at den amerikanske forfatning ingen steder giver den føderale stat ret og autoritet til pålægge, at folk skal købe en sundhedsforskning – hverken direkte eller indirekte ved at pålægge borgere, som vælger ikke at tegne en sundhedsforsikring, en straf/bøde (det individuelle mandat). Ligeledes blev det udfordret, hvorvidt udvidelsen af Medicaid-programmet var forfatningsstridigt.
Ved første domsinstans (District Court) d. 31. januar 2011 fandt en dommer, Roger Vinson, i Florida at Kongressen ikke havde beføjelser til at indføre en obligatorisk sundhedsforsikring, herved erklærede han, at det individuelle mandat var forfatningsstridigt. Endvidere fandt dommeren, at den resterende del af loven ikke kunne adskilles fra det individuelle mandat, hvorfor hele loven blev afvist og erklæret forfatningsstridig.
Det amerikanske sundhedsministerium appellerede efterfølgende afgørelsen til en appeldomstol (Circuit Court of Appeals), som i sin 2-1 afgørelse i august 2011 erklærede sig delvist enig med afgørelsen fra den lavere domstol. Således fastholdte appeldomstolen, at det individuelle mandat var forfatningsstridigt, men modsat den tidligere kendelse, så erklærede apeldomstolen, at det individuelle godt kunne udskilles fra loven, således den resterende del af loven (fratrukket det individuelle mandatet) ville blive bibeholdt og ikke længere var forfatningsstridig. Sundhedsministeriet og Obama-regering appellerede efterfølgende denne afgørelse til Den Amerikanske Højesteret.
Den Amerikanske Højesteret erklærede i juni 2012, at ACA var delvist forfatningsstridig, omend afgørelsen i sit væsentligste fandt, at det individuelle mandat kunne opretholdes. Således var højesterets afgørelse udsædvanlig sammensat og kompleks:
1. Alle højesterets dommere var overordnet enige om, at den såkaldte Anti-Injunction Act ikke var gældende. Fem højesteretsdommere (Roberts, Ginsburg, Breyer, Sotomayor og Kagan) skrev den endelige afgørelse herom. Anti-Injunction Act sætter begrænsninger på, hvilke sager en føderal domstol må høre. Specifikt må en føderal domstol ikke høre sager, som har til "formål at begrænse beregningen eller opkrævningen af enhver skat". Obama-administrationen havde argumenteret for, at denne lov var gældende, hvorfor domstolene ikke kunne høre sagen.[18]
2. En kombination af de fem "konservative" dommere (Roberts, Scalia, Kennedy, Thomas og Alito) var overordnet af den opfattelse, at det individuelle mandat ikke faldt ind under Kongressen beføjelser om regulering af mellemdelstatslig samhandel (Interstate Commerce). De fem "konservative" dommere fandt derimod at den individuelle mandat gik videre end Forfatningen bemyndigede. Men da fire af dommerne ikke var enige om den endelige dom, kunne deres stemmer ikke forenes i en endelige kontrollerende mening/afgørelse herom
3. I spørgsmålet om, hvorvidt det individuelle mandat kunne opretholdes på andet grundlag, fandt en kombination af Roberts og de fire "liberale" dommer (Ginsburg, Breyer, Sotomayor og Kagan), at det individuelle mandat var i overensstemmelse med Kongressens skattemæssige magtbeføjelser. Højesteretspræsident Roberts skrev en endelig mening/afgørelse herom, som de fire "liberale" dommer sluttede sig til. Heri blev fastlagt, at straffen (det individuelle mandat) kunne opretholdes, hvis den blev fortolket som en skat på at være uforsikret. Dette var den bindende og endelige mening/afgørelse om dette aspekt af sagen (det individuelle mandat).
4. Da det individuelle mandat blev opretholdt, blev der ikke truffet nogen afgørelse om, hvorvidt det individuelle mandat kunne adskilles fra resten af loven
5. Syv højesteretsdommere (Roberts, Scalia, Kennedy, Thomas, Kagan, Breyer og Alito) var enige i, at udvidelsen af Medicaid-programmet – i kombinationen med eksisterende lovgivning – var forfatningsstridig. De syv højesteretsdommere var imidlertid opdelt med hensyn til det passende retsmiddel.

### California v. Texas
Som følge af de skattelettelser, der blev vedtaget i slutningen af 2017 af Trump-administrationen (såkaldte: Tax Cuts and Jobs Act of 2017), blev skatten for at være uforsikret (det individuelle mandat) – startende fra 2019 – afskaffet. Dette medførte, at 20 delstater anført af Texas på ny indgav et søgsmål rettet mod det amerikanske sundhedsministerium, hvori de udfordrede lovligheden af ACA nu hvor det individuelle mandat i praksis var blevet elimineret gennem de føromtalte skattelettelser.